# Джессіка Дрейк
Дже́ссіка Дрейк (англ. Jessica Drake; нар. 14 жовтня 1974 року в Сан-Антоніо, Техас) — американська порноакторка, еротична модель, сценаристка, режисерка та підприємиця в сфері порноіндустрії.

## Кар'єра
Більшість дитинства провела в Техасі, у таких містах, як Сан-Антоніо та Ель-Пасо, часто переїжджаючи з місця на місце.
Під час навчання у коледжі Ель-Пасо почала працювати у місцевому стриптиз-клубі. Пізніше через агентство отримала місце в іншому клубі, де зустріла порнорежисера Майкла Рейвена, який разом зі своєю дружиною Сідні Стіл привів її в порноіндустрію.
Спочатку Дрейк знімалася для чоловічих журналів та Playboy TV, а 1999 року вирішила стати порноакторкою й знялася у своєму дебютному порнофільмі. Перші два роки вона співпрацювала зі студією Sin City, доки 31 травня 2002 року їхній контракт не закінчився. 
У 2001 року Дрейк отримала свою першу премію AVN у номінації «Найкраще виконання стриптизу» за сцену у фільмі студії VCA Pictures Shayla's Web.
У 2003 році попри безліч пропозицій від кількох студій, Дрейк підписала ексклюзивний контракт з компанією Wicked Pictures.
У 2004 році у розпал епідемії СНІДу серед акторів Дрейк брала участь у зйомках лише тих фільмів, у яких чоловіки використовували презервативи.
Успіх прийшов 2005 року після зйомки у фільмі Fluff and Fold. За цю стрічку вона удостоїлася премії AVN у категорії «Найкраща акторка — відео» та премії XRCO у категорії «Сольна вистава — акторка».
2007 року Дрейк запросили стати ведучою церемонії нагородження AVN Awards. Там вона отримала свою другу нагороду в категорії «Найкраща акторка — фільм» за роль у фільмі Manhunters. Крім самих зйомок, Дрейк працювала помічницею режисера Бреда Армстронга, а 2008 року і сама зняла фільм — What Girls Like.
21 жовтня 2016 року Дрейк відкрила онлайн магазин з продажу порнофільмів та сексуального приладдя.
За даними на 2017 рік знялася у 367 порнофільмах.

## Особисте життя
У 2002 році Дрейк одружилася з порноактором Еваном Стоуном, у 2004 році пара розійшлась. 
У 2009 році почала зустрічатись з режисером і актором Wicked Бредом Армстронгом. Їхні стосунки тривали понад 10 років.
У 2021 році під час сесії запитань і відповідей у Twitter Дрейк згадала, що вони з Армстронгом розлучилися і знову самотні. Також вона сказала, що її брат та батько більше підтримували її вибір заняття, ніж мати.

## Нагороди та номінації
- 2001 AVN Award — Найкраща сцена стриптизу — Shayla's Web
- 2002 NightMoves Adult Entertainment Award — Найкраща акторка, вибір редакції
- 2003 Adult Stars magazine's Consumers' Choice Award — Best Overall Actress
- 2005 AVN Award — Найкраща сцена орального сексу, Фільм — The Collector
- 2005 AVN Award — Найкраща акторка, Відео — Fluff and Fold
- 2005 XRCO Award — Найкраща сцена мастурбації, Акторка — Fluff and Fold
- 2006 Eroticline Award — Найкраща акторка, USA
- 2007 AVN Award — Найкраща акторка, Фільм — Manhunters
- 2007 AVN Award — Найкраще лесбійське порно, Фільм — FUCK (разом із Фелісією, Кларою Джі та Катсумі)
- 2008 Eroticline Awards — Нагорода за визначні досягнення
- 2009 AVN Award — Найкраща акторка — Fallen
- 2009 AVN Award — Найкраща сцена подвійного проникнення — Fallen
- 2009 XRCO Award — Найкраща сцена мастурбації, Акторка — Fallen
- 2010 включена до AVN Hall of Fame
- 2010 номінація на AVN Awards у категорії Best All-Girl 3-Way Sex Scene за фільм 2040 (разом з Мікайлою Мендес та Кейлені Леї)
- 2010 AVN Award — Найкраща сцена групового сексу — 2040
- 2011 XRCO Hall of Fame
- 2012 XBIZ Award номінація — Виконавиця року
- 2014 AVN Award — Найкраща сцена безпечного сексу — Sexpionage: The Drake Chronicles
- 2015 XBIZ Award — Найкраща акторка — пародія — Snow White XXX: An Axel Braun Parody
- 2016 XRCO Award — Mainstream Adult Media Favorite
- 2018 XBIZ Award — Найкраща сцена сексу — Feature Release — An Inconvenient Mistress